# Shaker Zouagi
Shaker Zouagi (Béja, 10 de janeiro de 1985) é um futebolista profissional tunisiano que atua como defensor.

## Carreira
Shaker Zouagi representou o elenco da Seleção Tunisiana de Futebol no Campeonato Africano das Nações de 2008.